# 加古川市立図書館
加古川市立図書館（かこがわしりつとしょかん）は、日本の兵庫県加古川市が市内に設置している公立図書館の総称である。

## 概説
平岡町の加古川総合文化センター敷地内にある加古川市立中央図書館を本館として、他に加古川町の加古川図書館、北部の東神吉町にあるウェルネスパーク図書館、南部の別府町にある加古川海洋文化センター図書室が設置されている。
例規上、狭義の「加古川市立図書館」は中央図書館と加古川図書館の2館と規定されており、ウェルネスパーク図書館は設置の根拠条例が異なるため「中央図書館の分館」としては扱われていない。兵庫県の播磨・但馬地域の公立図書館を会員とする播但図書館連絡協議会では他の市町立図書館が本館1館（図書館未設置の町では公民館図書室）のみを代表会員としているのに対し、加古川市では中央図書館とウェルネスパーク図書館の2館がそれぞれ別個に会員として参加している。

## 沿革
- 1971年（昭和46年）4月1日 - 加古川町の旧加古川町公会堂に加古川市立図書館が開館
- 1985年（昭和60年）11月3日 - 市立図書館の分館として加古川総合文化センター図書館を開館
- 1997年（平成9年）11月3日 - 加古川ウェルネスパーク図書館を開館
- 2000年（平成12年）7月1日 - 加古川海洋文化センター図書室を開室
- 2006年（平成18年）4月1日 - 加古川総合文化センター図書館を市立中央図書館に改称して新本館とし、旧公会堂の市立図書館を市立加古川図書館とする
- 2021年（令和3年）10月1日 - 加古川図書館がカピル21ビル（ヤマトヤシキ加古川店）6階に移転

## 各館・室
市内には以下の3館1室が設置されている。狭義の「加古川市立図書館」は中央図書館と加古川図書館の2館で、ウェルネスパーク図書館と海洋文化センター図書室は設置の根拠条例が異なるため「中央図書館の分館」としては扱われていない。

### 中央図書館
1985年（昭和60年）11月3日に博物館やプラネタリウムを併設した複合型教育施設の加古川総合文化センター敷地内で「加古川総合文化センター図書館」の名称により開館。この時点では加古川町の旧公会堂にある加古川市立図書館の分館として扱われていたが、2006年（平成18年）に組織再編で加古川市立中央図書館に改称して2代目の本館となる「主従逆転」が行われた。総合文化センターは指定管理者により運営されているが、中央図書館については改称時から指定管理の対象を外れて教育委員会の直轄となっている。
館名に「中央」を冠しているが、地理的には加古川市の中心部ではなく加古郡播磨町に近接する南東部の平岡町に位置しており、かつての本館で旧市街の加古川町にある加古川図書館に対する組織上の「中央館」としての意味合いが強い。

### 加古川図書館
1971年（昭和46年）4月1日、旧加古川町公会堂の全館を転用する形で開館した。2006年までの名称は加古川市立図書館でこちらの方が本館とされていたが、2006年（平成18年）の組織再編で行われた「主従逆転」によって本館の地位を総合文化センター図書館から改称した中央図書館に譲ったのに伴い加古川市立加古川図書館に改称された。これ以降は「加古川町地域の分館」として中央図書館の配下に置かれている。
旧公会堂は1935年（昭和10年）竣工で、2008年（平成20年）には兵庫県の景観形成重要建造物に指定されているが老朽化のため2021年（令和3年）6月23日を以て一時休館となり、同年10月1日に東へ約600mの加古川駅前に建つカピル21ビル（ヤマトヤシキ加古川店）6階へ移転した。
図書館移転後の旧公会堂は当面の間、書庫として利用されるものの市は財政上の理由から耐震補強工事の実施に否定的な方針を示している。旧公会堂については、活動家が保全運動を行なっている。
- 所在地：兵庫県加古川市加古川町篠原町21-8 カピル21ビル6階
- 蔵書数：156,895冊（2018年）[2]
- ISIL：JP-1002347

ギャラリー

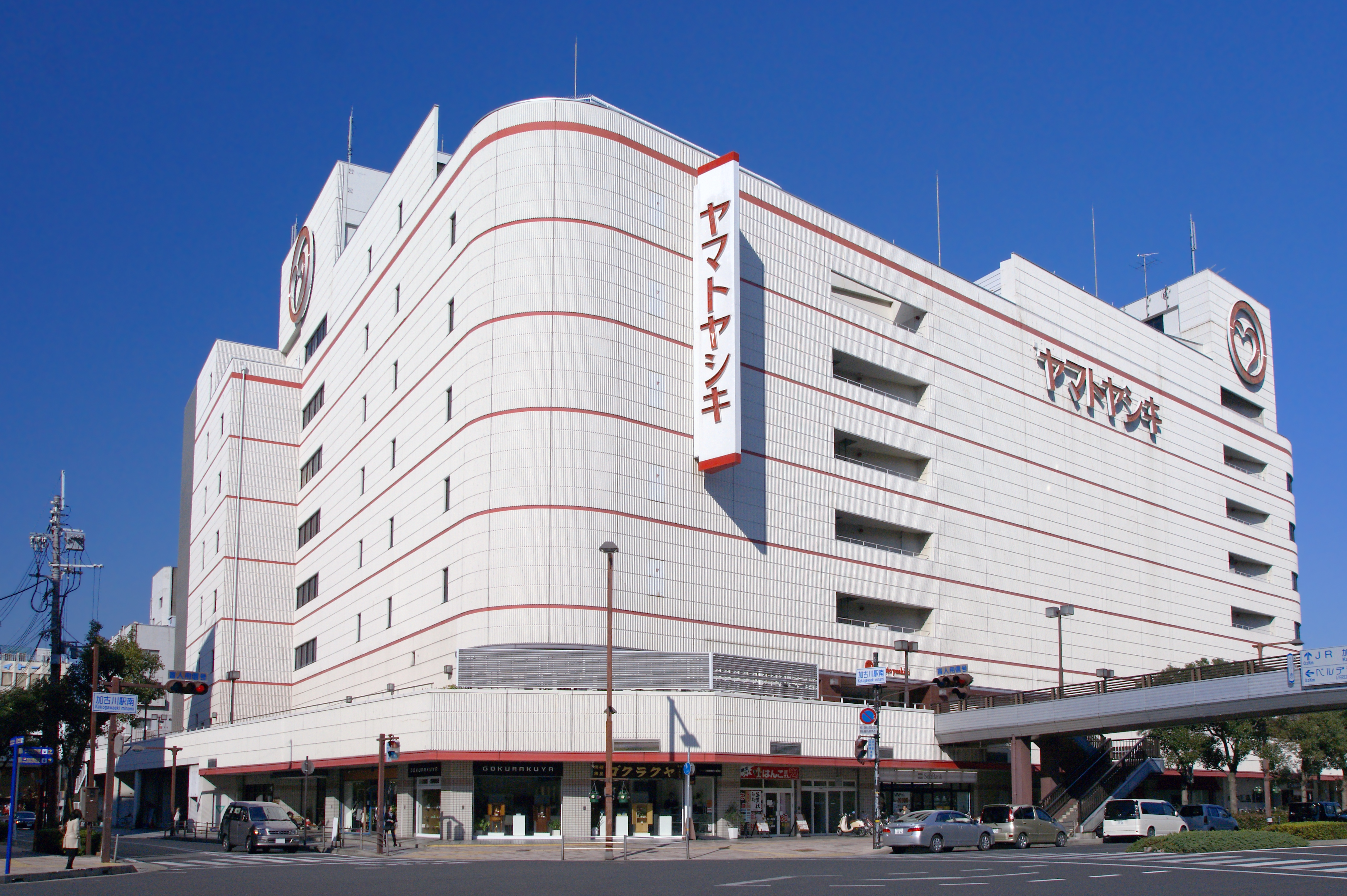
加古川図書館は2021年10月よりカピル21ビル（ヤマトヤシキ加古川店）6階に移転した
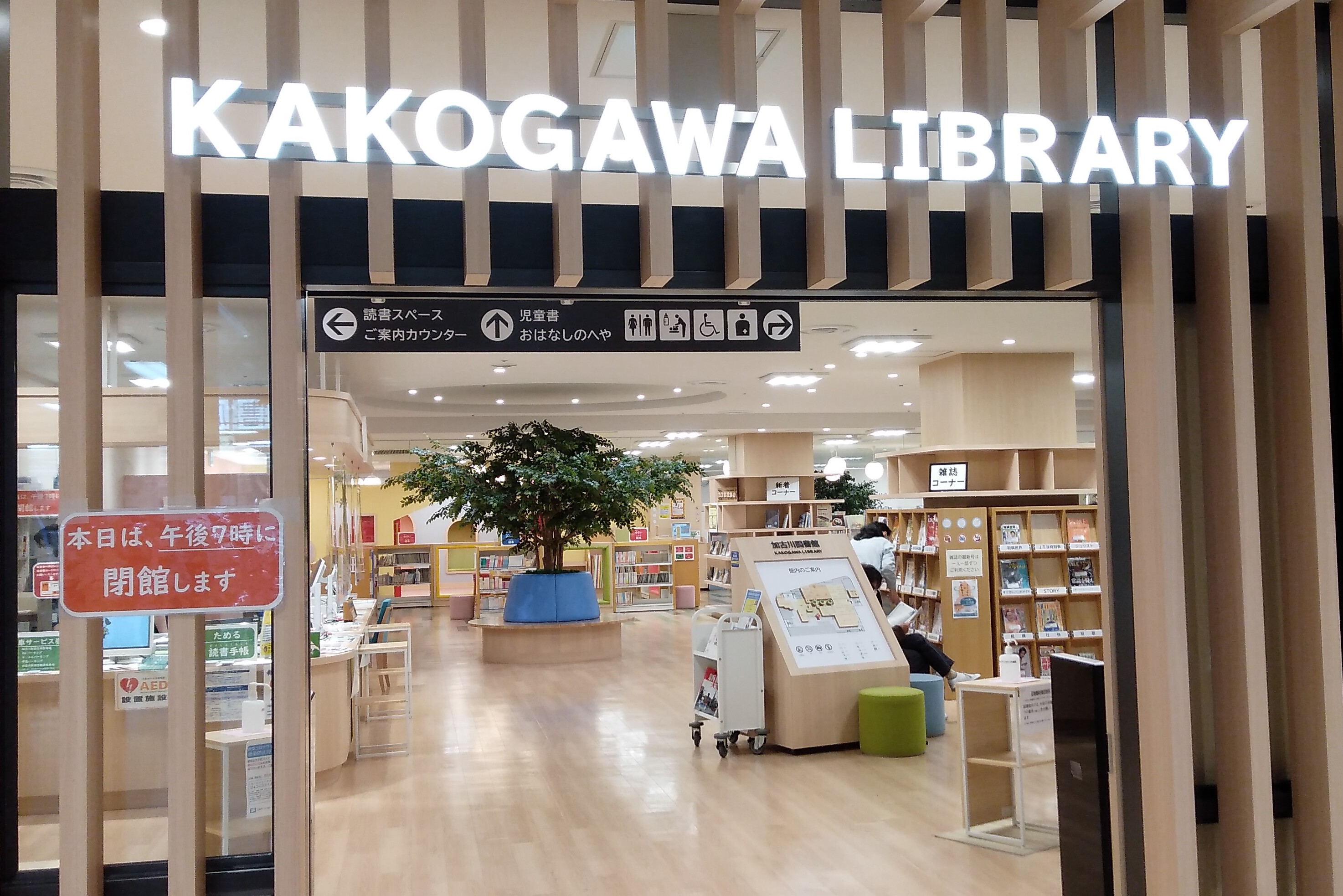
加古川図書館（カピル21ビル内）
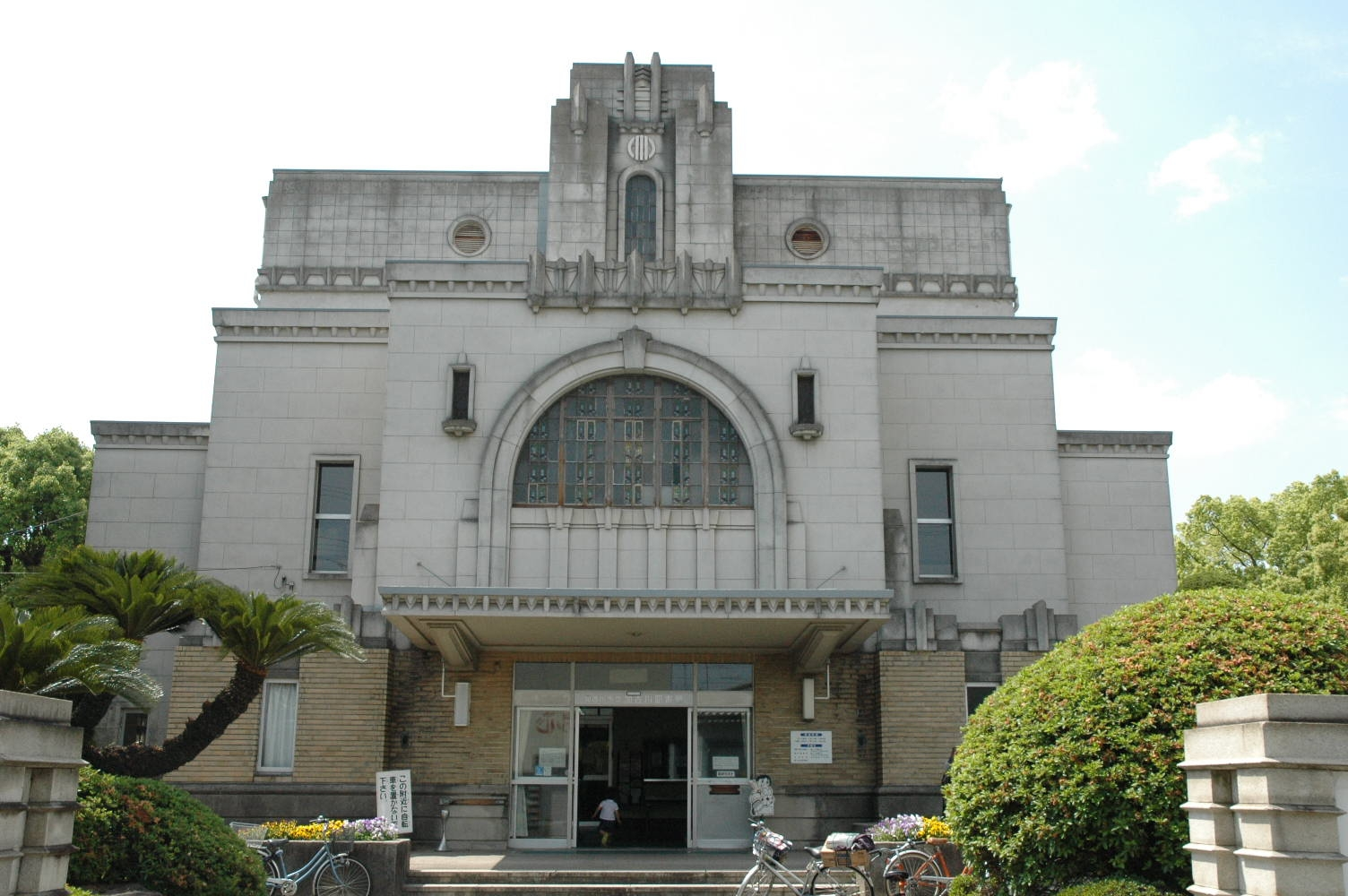
2021年6月まで使用された旧加古川町公会堂
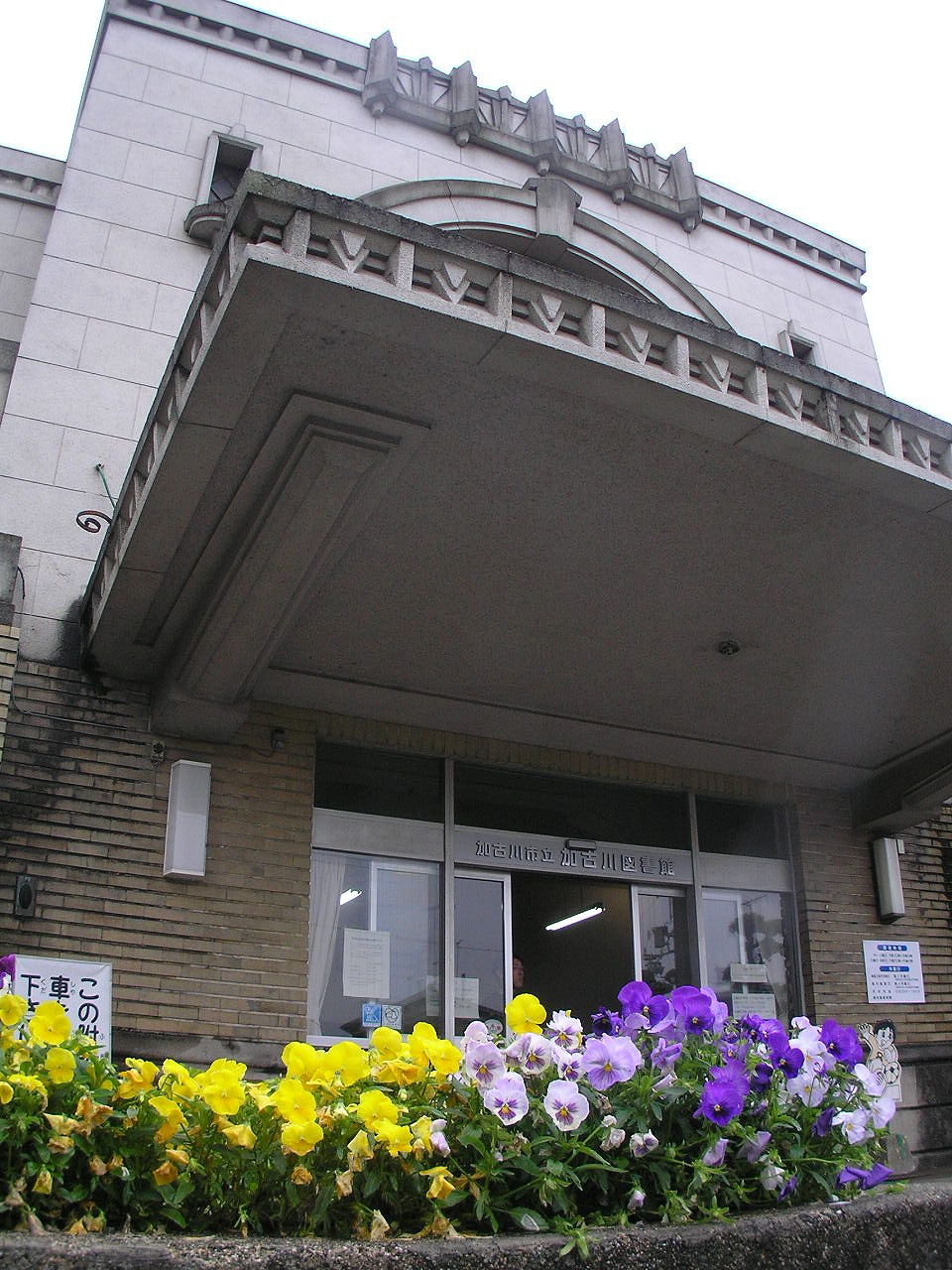
旧公会堂玄関部分

### ウェルネスパーク図書館

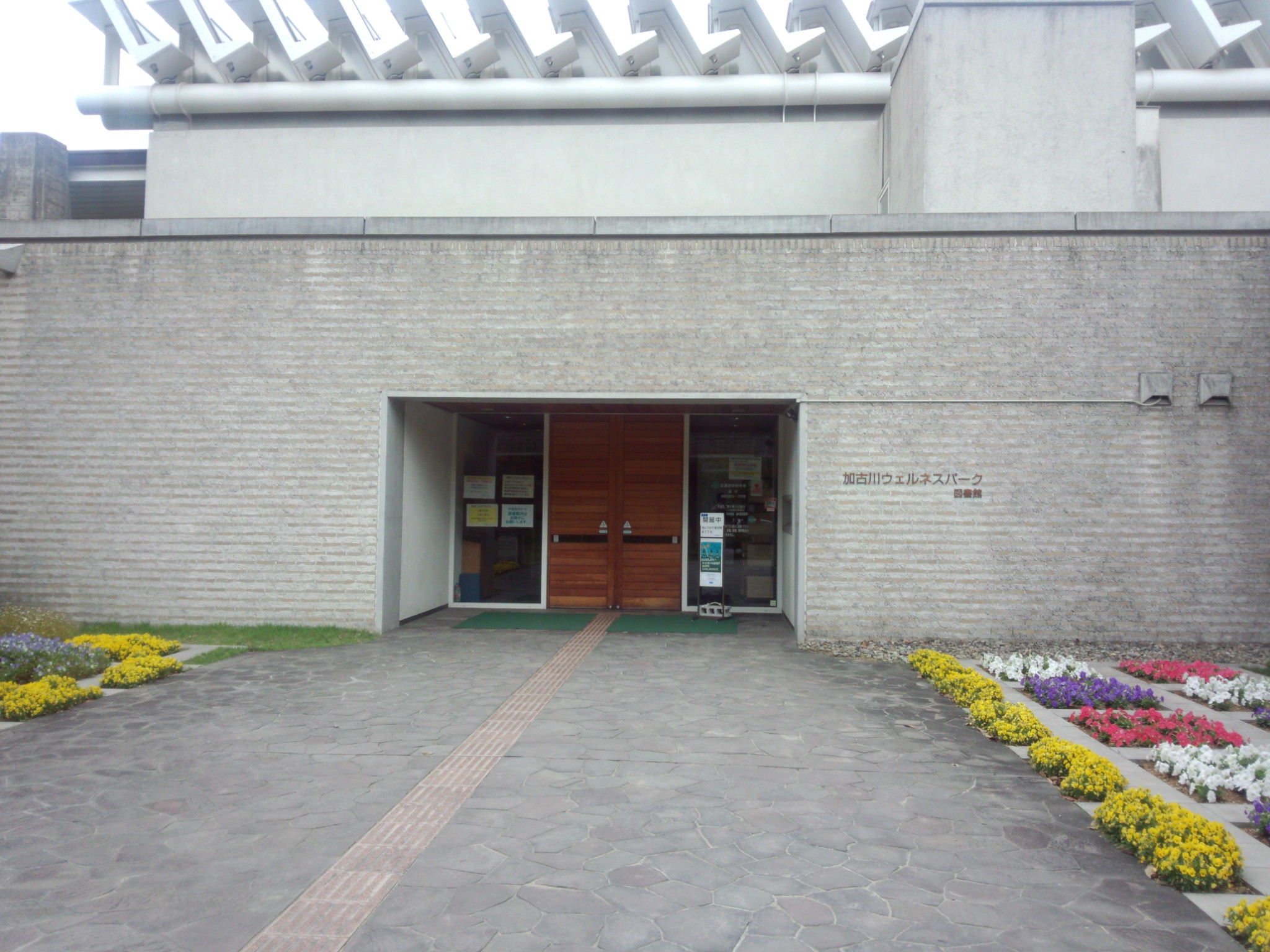
ウェルネスパーク図書館入口

1997年（平成9年）11月3日に東神吉町で運動公園やコンサートホールを併設した加古川ウェルネスパーク内に開館した。中央図書館の分館ではなく北部（旧印南郡に属した地域）の拠点館と位置付けられており、例規上も別個の根拠条例が適用されている。
- 所在地：兵庫県加古川市東神吉町370
- 指定管理者：西部企業共同体（図書館部分は図書館流通センター）
- 蔵書数：258,455冊（2018年）[2]
- ISIL：JP-1002349

### 海洋文化センター図書室

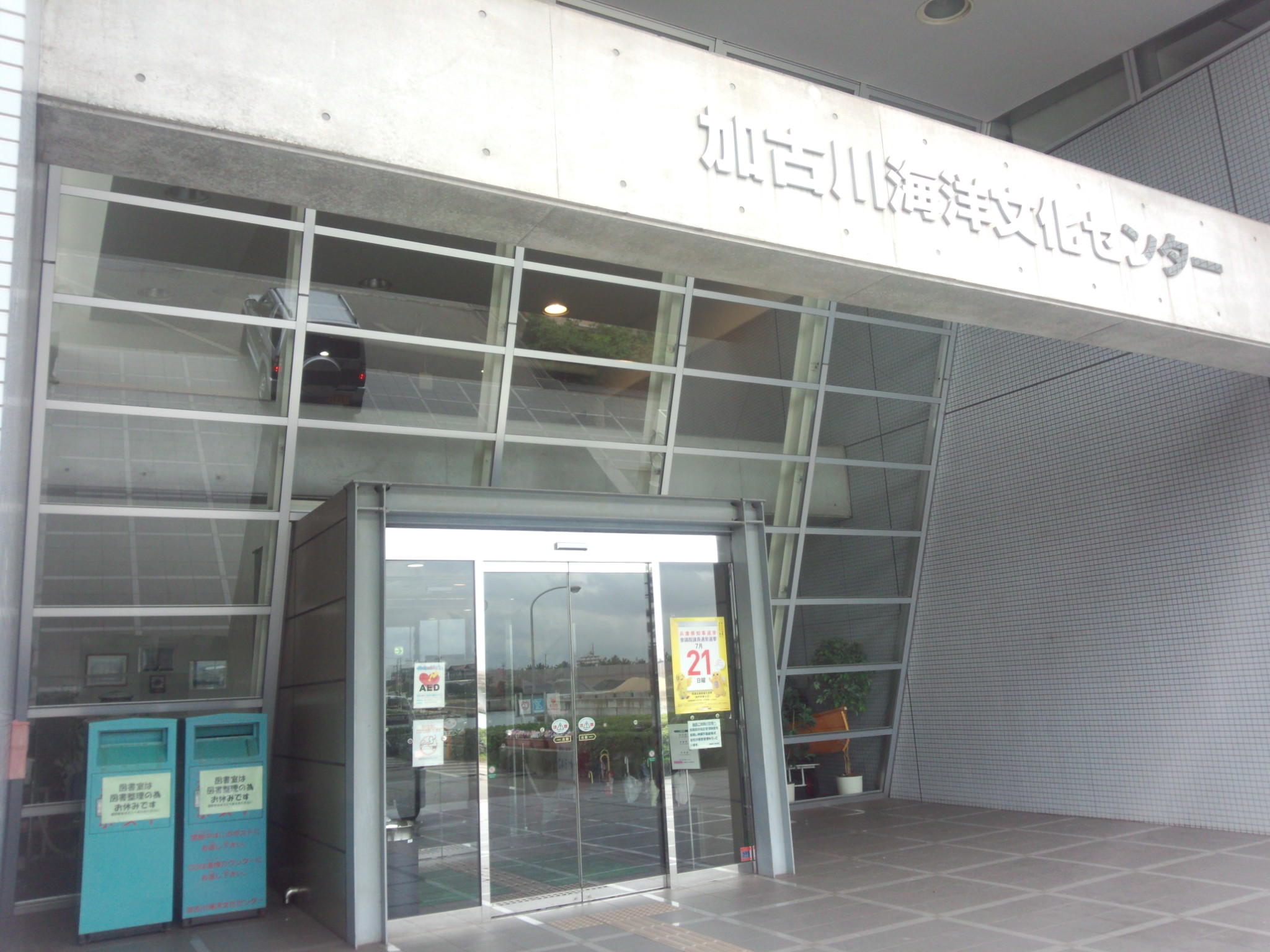
加古川海洋文化センター入口

2000年（平成12年）7月1日に別府町で開館した加古川海洋文化センター内で開室。
- 所在地：兵庫県加古川市別府町港町16
- 指定管理者：S&Oグループ
- 蔵書数：66,434冊（2018年）[2]
- ISIL：JP-1007728

## 貸し出し
各館の休館日等は公式サイトの「施設案内」を参照。
貸出期限は2週間、1人10冊まで。また、兵庫県立図書館の蔵書もインターネットで予約して市内各館で受け取りが可能（県立図書館の利用券は別途必要）。

### 広域貸し出し
利用券（図書カード）の発行対象者は加古川市在住もしくは市内に通勤・通学する者を原則とするが、下記の市町在住者に対しても東播磨地区図書館等連絡協議会参加館および播磨圏域連携中枢都市圏の協定に基づき発行している。
明石市、高砂市、西脇市、三木市、小野市、加西市、加東市、多可郡多可町、加古郡稲美町・播磨町
相生市、赤穂市、宍粟市、たつの市、姫路市、赤穂郡上郡町、揖保郡太子町、神崎郡市川町・神河町・福崎町、佐用郡佐用町